# 164 a.C.
Il 164 a.C. (CLXIV a.C. in numeri romani) è un anno  del II secolo a.C.

## Eventi

### Per luogo

#### Egitto
- Il Re egiziano Tolomeo VI Filomentore viene espulso da Alessandria d'Egitto da suo fratello Tolomeo VIII Euergetes e si rifugia a Roma per cercare sostegno militare e politico.

#### Siria
- Il re seleucida Antioco IV muore mentre comanda una campagna militare a Tabae (o Gabae, l'attuale Esfahan) nella Persia. Gli succede suo figlio Antioco V di soli nove anni. Viene nominato reggente del bambino il precedente cancelliere del re, Lisia, a cui era stata affidata la Siria quando Antioco IV partì per compiere l'invasione della Persia. Lisia, comunque, è fortemente osteggiato da altri generali siriani e si trova in una condizione precaria di potere. Inoltre il Senato romano mantiene come ostaggio a Demetrio I Sotere (in greco "Salvatore"), figlio del precedente re Seleuco IV Filopatore, e dunque, il principale erede al trono seleucida. Minacciando il rilascio del nobile ostaggio, il senato romano riesce a condizionare gli eventi nel regno fondato da Seleuco.
- Viene combattuta la battaglia di Beth Zur tra le forze ribelle giudaiche comandate da Giuda Maccabeo ed un'armata seleucida guidata dal reggente Lisia. Giuda Maccabeo vince la battaglia e poco dopo riesce a liberare Gerusalemme. Giuda esegue i riti di purificazione del Tempio di Gerusalemme, distrugge gli idoli ivi eretti da Antioco IV e restaura il servizio sacerdotale nel Tempio.
- La rimembranza della riconsacrazione del II Tempio diventa la Hanukkah, una festa ebraica annuale di dedicazione nel calendario ebraico (festa mobile, comincia il 25° del mese di Kislev e dura 8 giorni: sarà ad esempio il 4 dicembre nel 2007 ed il 21 dicembre nel 2008).

#### Repubblica Romana
- Rodi firma un trattato con Roma e diventa suo alleato.
- Lucio Emilio Paolo Macedonico viene eletto censore a Roma.

### Per argomento

#### Astronomia
- 12 novembre - Secondo passaggio noto della cometa di Halley al perielio, registrato negli annali come una cometa qualsiasi, (evento astronomico 1P/−163 U1)

## Nati
- Cleopatra Tea Evergete, in greco "Benefattrice", governante sulla dinastia seleucida dal 125 a.C., figlia di Tolomeo VI (Filomentor) d'Egitto e di sua sorella e sposa Cleopatra II d'Egitto (dopo 121 a.C.) (data approssimativa).

## Morti
- Antioco IV, sovrano
- Quinto Cassio Longino, politico romano